# Kotłówka (voivodato de Mazovia)
Kotłówka es un pueblo de Polonia, en Mazovia. Se encuentra en el distrito (Gmina) de Żelechów, perteneciente al condado (Powiat) de Garwolin. Se encuentra aproximadamente a 3 km al este de Żelechów, 24 km al sureste de Garwolin, y a 80 km al sureste de Varsovia. Su población es de 225 habitantes.
Entre 1975 y 1998 perteneció al voivodato de Siedlce.